# 조니 링고

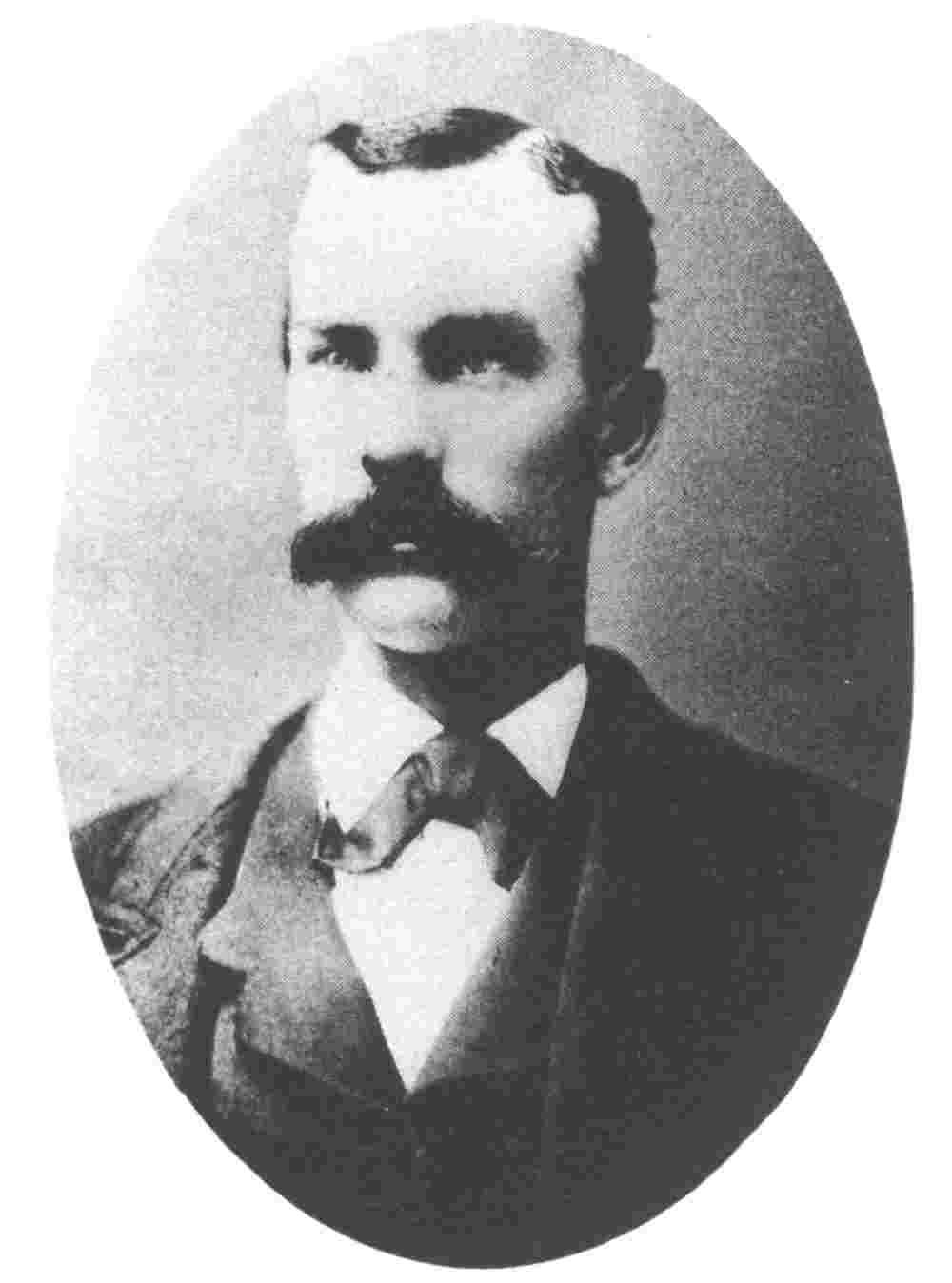

존 피터스 링고(John Peters Ringo, 1850년 5월 3일 ~ 1882년 7월 13일)는 서부 개척 시대의 무법자 집단 코치스 군 카우보이스 관련자이다. 메이슨 군 전쟁에 참여했으며, 이 과정에서 살인을 저질러 체포되었으나 탈옥에 성공했다. 이후 1881년 ~ 1882년 동안 코치스 군 보안관 조니 베한, 이케 클랜튼, 프랭크 스틸웰과 제휴했으며, 1882년 7월 13일 두부 총상을 입은 시체로 발견되었는데, 자살인지 타살인지 또 타살이라면 누가 죽였는지 의견이 분분하다.